# Rajania microphylla
Rajania microphylla är en enhjärtbladig växtart som beskrevs av Carl Sigismund Kunth. Rajania microphylla ingår i släktet Rajania och familjen Dioscoreaceae. Inga underarter finns listade i Catalogue of Life.